# Courbe de Koch à 85°, fractale de Cesàro
La fractale de Cesàro fait partie des variantes du flocon de Koch avec un angle compris entre 60° et 90° (ici 85°).

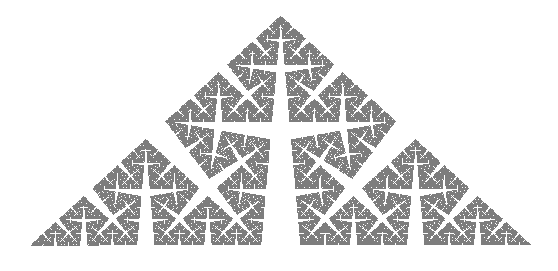
Représentation de la fractale de Cesàro

## Histoire

Représentation de la courbe de Koch

Helge von Koch a décrit le flocon auquel on a donné son nom en 1904 dans un article intitulé « Sur une courbe continue sans tangente, obtenue par une construction géométrique élémentaire ». C'est l'une des premières courbes fractales à avoir été décrite.

Ces courbes sont nées de l’intérêt apparu à la fin du XIXe siècle par 

« des mathématiciens (Weierstrass -peut-être le pionnier-, Cantor, Peano, Lebesgue, Hausdorff, Besicovitch, von Koch, Sierpinski…) concernant des formes géométriques particulières, telles que des courbes continues mais non différentiables, dont la longueur était définie bien que leur domaine soit limité. Ces courbes sont définies comme étant la limite à l'infini d'un certain processus de construction itératif et il est ainsi impossible de les visualiser exactement, mais seulement de façon (très) approchée. »

La courbe de von Koch en fait partie, étant définie de manière itérative.
Ernesto Cesàro généralisa cette construction.
Les domaines d'application des fractales sont très nombreux (voir l'article général Fractale).

## Construction
La construction qui suit est fortement inspirée de celle de la courbe de Koch (seul l'angle entre la base des triangles et les autres côtés change, passant de 60° dans la démonstration originale  à 85° pour celle de la fractale de Cesàro).
1. Tracer un segment horizontal en bas du canevas occupant la largeur de celui-ci.
2. Diviser le segment de droite en trois segments de longueurs égales. Construire sur le segment central un triangle isocèle dont la base est contenue dans ce segment, tel que l'angle entre l'un des deux côtés montants du triangle et ce segment soit égal à 85°.
3. Supprimer la base du triangle qui vient d'être formé.

Répéter les itérations 2 et 3 pour chaque segment nouvellement formé.

## Complexité
La dimension fractale de la courbe de Koch à 85°, ou fractale de Cesàro, est : 
Il s'agit d'une « mesure » de la complexité de cette fractale.

« La complexité fractale est un dérivé de la dimension fractale D, que l'on peut obtenir par un simple calcul :
{\displaystyle FC=1000(D-2)}
Cette notion permet de mieux définir les caractéristiques de rugosité de petite taille de la surface analysée. Les analyses de surfaces se déroulant souvent à de très petites échelles, la dimension fractale est en général très faible, c'est pourquoi il est plus pratique de la caractériser par la complexité fractale que par la dimension fractale. »

En appliquant la formule précédente à la fractale de Cesàro, dont la valeur approchée au millième de sa dimension est 1,785, on obtient une complexité fractale qui, arrondie à l’unité, est de –215.